# Hospital Militar Regional Comodoro Rivadavia

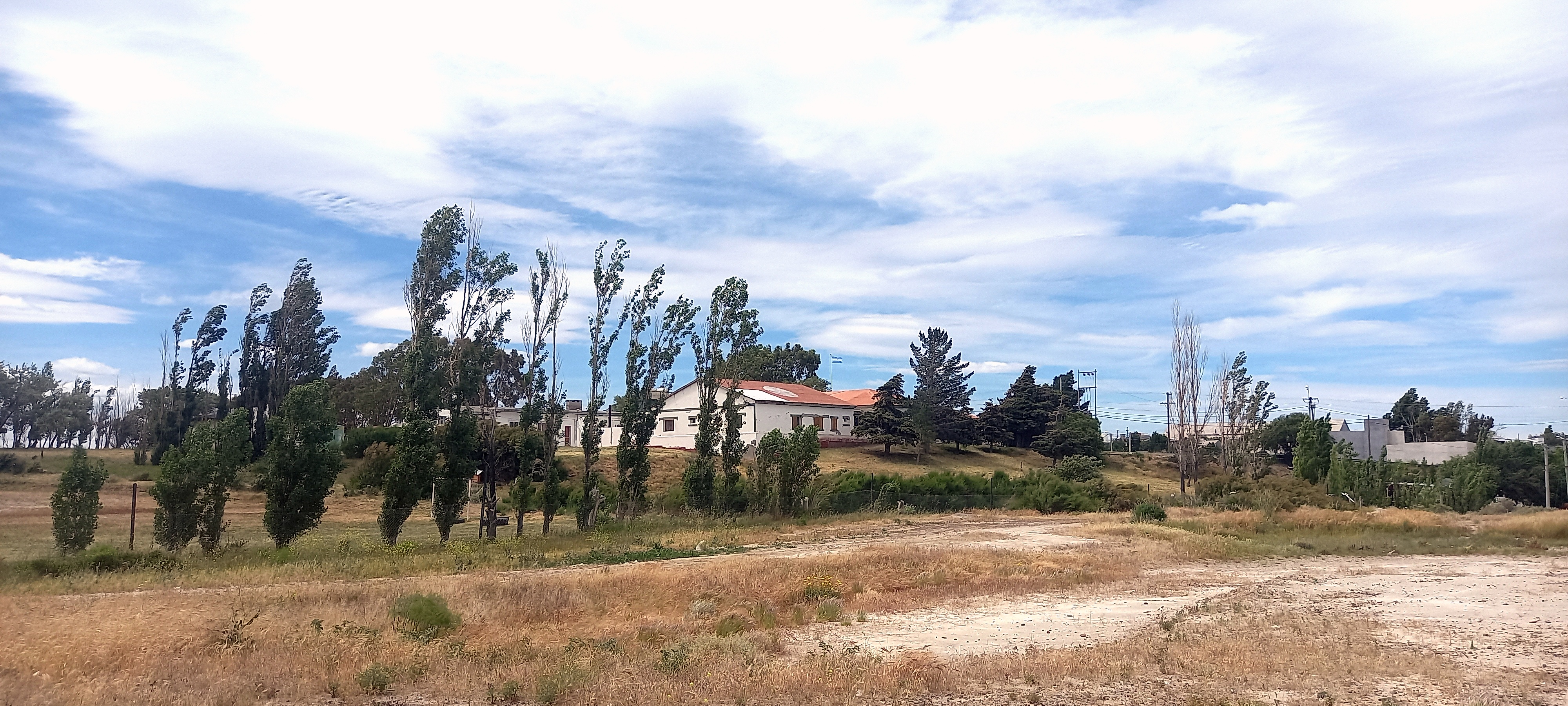
Jardín del hospital en su acceso trasero

El Hospital Militar Regional Comodoro Rivadavia es un hospital militar del Ejército Argentino localizado en la ciudad de Comodoro Rivadavia, Provincia del Chubut, dentro de la Guarnición de Ejército «Comodoro Rivadavia». Tuvo una participación importante en la guerra de las Malvinas.

## Antecedentes
La Compañía Ferrocarrilera de Petróleo tuvo un hospital que construyó en Comodoro Rivadavia entre 1926 y 1931. El primer edificio contó con 15 camas para internación, enfermería, laboratorio, farmacia, cocina y lavadero.

## Historia
El 23 de junio de 1980, el presidente de la COMFERPET (hoy Petroquímica Comodoro Rivadavia) Pedro César Brandi acordó con el jefe del Estado Mayor General del Ejército, general de división José Antonio Vaquero la transferencia gratuita del hospital al Ejército Argentino.
El Ejército inauguró al nosocomio el 1.º de julio de 1980. El Batallón Logístico 9 se hizo cargo del hospital hasta tanto fuera designado el nuevo director del hospital. Esto se concretó el 14 de agosto siguiente con la designación del mayor médico José Raúl Baroni director del hospital.
El 16 de noviembre de 1981 el hospital recibió su primera Bandera Nacional de Guerra, donada por el director de Prensa Médica Argentina Pablo López.

### Guerra de las Malvinas
El 2 de abril de 1982 comenzó la guerra de las Malvinas. El 5 de abril el Hospital envió sesenta y tres efectivos, treinta camas y capacidad quirúrgica. El 10 de abril, el hospital de campaña se estableció en un hotel fuera de funcionamiento por defectos edilicios. El hospital tenía radiología simple, laboratorio, seis mesas de operaciones, seis camas de cuidado intensivo, cinco camillas de reanimación y clasificación de heridos. El 11 de abril se constituyó el Centro Interfuerzas Médico Malvinas. En ese centro el Hospital Militar Comodoro Rivadavia participó de las operaciones de sanidad del conflicto, bajo el mando del mayor médico Enrique Ceballos. El hospital de campaña logró asistir a todo el personal en el archipiélago hasta el 21 de mayo, cuando los británicos cortaron el enlace con la isla Gran Malvina al desembarcar en el estrecho de San Carlos.

### Reconocimientos
En su bandera de guerra tiene las condecoraciones «Campaña de Malvinas», «Pueblo de la provincia de Santa Fe» y «Trigésimo aniversario de la Gesta Nacional».
En 2014 el Concejo Deliberante de Comodoro Rivadavia declaró al hospital patrimonio cultural y lo incorporó a Circuitos Turísticos Culturales.